# 1636
| [ Edytuj tabelę ]              | |
| Król Polski                    | - 1632 Władysław IV Waza 1648 |
| Współksiążęta Andory           | - 1634 Pau Duran 1651 - 1610 Ludwik XIII 1643                                                                                                |
| Król Anglii i Szkocji          | - 1625 Karol I 1649 |
| Elektor Bawarii                | - 1623 Maksymilian I Bawarski 1651 |
| Elektor Brandenburgii          | - 1619 Jerzy Wilhelm 1640 |
| Sułtan Brunei                  | - 1619 Abdul Jailul Akhbar 1649 - 1625 Muhammad Ali 1660                                                                                     |
| Cesarz Chin                    | - 1627 Chongzhen 1644 |
| Król Czech                     | - 1620 Ferdynand II Habsburg 1637 |
| Król Danii                     | - 1588 Chrystian IV 1648 |
| Dalajlama                      | - 1617 Lobsang Gjaco 1682 |
| Cesarz Etiopii                 | - 1632 Fasiledes 1667 |
| Król Francji                   | - 1610 Ludwik XIII 1643 |
| Król Hiszpanii                 | - 1621 Filip IV 1665 |
| Landgraf Hesji-Kassel          | - 1627 Wilhelm V Stały 1637 |
| Stadhouder Holandii            | - 1625 Fryderyk Henryk Orański 1647 |
| Szach Iranu                    | - 1629 Safi I 1642 |
| Państwo Wielkich Mogołów       | - 1627 Szahdżahan 1658 |
| Król Irlandii                  | - 1625 Karol I Stuart 1649 |
| Cesarz Japonii                 | - 1629 Meishō 1643 |
| Kalif                          | - 1623 Murad IV 1640 |
| Patriarcha Konstantynopola     | - 1635 Cyryl II Kontares 1636 - 1636 Neofit III Nicejski 1637                                                                                |
| Władca Korei                   | - 1623 Injo 1649 |
| Książę Kurlandii i Semigalii   | - 1587 Fryderyk Kettler 1642 |
| Książę Liechtensteinu          | - 1627 Karol Euzebiusz 1684 |
| Książę Monako                  | - 1612 Honoriusz II 1662 |
| Król Nawarry                   | - 1610 Ludwik XIII 1643 |
| Król Norwegii                  | - 1588 Chrystian IV 1648 |
| Sułtan Omanu                   | - 1624 Nasir ibn Murszid 1649 |
| Elektor Palatynatu             | - 1623 Maksymilian I Bawarski 1648 |
| Papież                         | - 1623 Urban VIII 1644 |
| Książę Parmy i Piacenzy        | - 1622 Edward I 1646 |
| Król Portugalii                | - 1621 Filip III 1640 |
| Książę w Prusach               | - 1620 Jerzy Wilhelm 1640 |
| Car Rosji                      | - 1613 Michał I 1645 |
| Cesarz Rzymski (niemiecki)     | - 1619 Ferdynand II Habsburg 1637 |
| Kapitanowie Regenci San Marino | - 1635 Giuliano Gozi Stefano Ricci 1636 - 1636 Fulgenzio Maccioni Giuliano Belluzzi 1636 - 1636 Marc'Antonio Bonetti Bartolomeo Ceccoli 1637 |
| Elektor Saksonii               | - 1611 Jan Jerzy I Wettyn 1656 |
| Król Szwecji                   | - 1632 Krystyna Waza 1654 |
| Król Tajlandii                 | - 1630 Prasat Thong 1655 |
| Sułtan Turków                  | - 1623 Murad IV 1640 |
| Doża Wenecji                   | - 1631 Francesco Erizzo 1646 |
| Król Węgier                    | - 1619 Ferdynand III 1637 |
| Książęta Wirtembergii          | - 1628 Eberhard III 1674 |

Rok 1636 / MDCXXXVI
stulecia: XVI wiek ~
XVII wiek ~
XVIII wiek

lata: 1626 «
1631 «
1632 «
1633 «
1634 «
1635 «
1636
» 1637
» 1638
» 1639
» 1640
» 1641
» 1646

## Wydarzenia w Polsce
- 6 marca – upadek meteorytu we wsi Dąbrowa Łużycka.
- Sierpień – odbyła się tzw. czerniecka rada kozacka z udziałem Adama Kisiela.
- 30 listopada – Jerzy Ossoliński otrzymał nominację na wojewodę sandomierskiego.

- Brak daty dziennej – Święty Kazimierz został ogłoszony patronem Litwy.

## Wydarzenia na świecie
- 26 marca – założono uniwersytet w Utrechcie.
- Lipiec – Jerzy Ossoliński posłował do Ratyzbony na odbywający się tam sejm Rzeszy.
- 4 lipca – zostało założone miasto Providence, obecnie stolica stanu Rhode Island.
- 8 września – założenie Uniwersytetu Harvarda.
- 4 października – wojna trzydziestoletnia: Szwecja pokonała pod Wittstock połączone siły cesarskie i saskie.
- 22 grudnia – Ferdynand III został królem Niemiec.
- Grudzień – premiera Cyda Corneille’a.

- Zakaz kontaktów z kupcami europejskimi, z wyjątkiem Holendrów, i misjonarzami (początek izolacji Japonii od wpływów europejskich).

## Urodzili się
- 6 maja – Laura Mancini, matka generała Ludwika Józefa de Vendôme (zm. 1657)
- 17 maja – Edward Colman, angielski męczennik, błogosławiony katolicki (zm. 1678)
- 5 sierpnia – Anna Sobieska, polska arystokratka, siostra Jana III Sobieskiego (zm. 1655)
- 14 listopada – Pierre-Armand du Cambout de Coislin, francuski duchowny katolicki, biskup Orleanu, kardynał (zm. 1706)
- 26 grudnia – Justina Siegmundin, niemiecka akuszerka samouk (zm. 1705)

Data dzienna nieznana: 
- Wilhelm Ireland, angielski jezuita, męczennik, błogosławiony katolicki (zm. 1679)
- Jan Chryzostom Pasek, polski pamiętnikarz (zm. 1701)
- najprawdopodobniej również[1] Lodovico Burnacini, wiedeński architekt i projektant scen teatralnych, z pochodzenia Włoch, zm. 12 grudnia 1707

## Zmarli
- 28 marca − Marcin Kazanowski, hetman polny koronny, wojewoda podolski, kasztelan halicki (ur. 1563)
- 27 czerwca – Masamune Date (jap. 伊達政宗), japoński samuraj (ur. 1567)
- 9 grudnia − Fabian Birkowski, polski pisarz (ur. 1566)
- data dzienna nieznana: 
  - Giovanni Attard – maltański architekt, inżynier wojskowy oraz rzeźbiarz (ur. ok. 1570)

## Święta ruchome
- Tłusty czwartek: 31 stycznia
- Ostatki: 5 lutego
- Popielec: 6 lutego
- Niedziela Palmowa: 16 marca
- Wielki Czwartek: 20 marca
- Wielki Piątek: 21 marca
- Wielka Sobota: 22 marca
- Wielkanoc: 23 marca
- Poniedziałek Wielkanocny: 24 marca
- Wniebowstąpienie Pańskie: 1 maja
- Zesłanie Ducha Świętego: 11 maja
- Boże Ciało: 22 maja